# Rajd Maroka 1975
Rajd Maroka 1975 (18. Rallye du Maroc) – 18 Rajd Maroka rozgrywany w Maroku w dniach 24-28 czerwca. Była to piąta runda Rajdowych mistrzostw świata w roku 1975. Rajd został rozegrany na nawierzchni szutrowej. Baza imprezy była zlokalizowana w miastach Rabat, Agadir i Casablanca.

## Wyniki końcowe rajdu[1]
| Msc. | Kierowca           | Pilot                 | Samochód                 | Czas     | Strata   | Punkty |
| ---- | ------------------ | --------------------- | ------------------------ | -------- | -------- | ------ |
| 1    | Hannu Mikkola      | Jean Todt             | Peugeot 504              | 23:30.48 | 0.0      | 20     |
| 2.   | Bernard Consten    | Gérard Flocon         | Peugeot 504              | 25:12.03 | +1:41.15 |        |
| 3.   | Bob Neyret         | Jacques Terramorsi    | Alpine-Renault A110 1800 | 25:48.19 | +2:17.31 | 12     |
| 4.   | Jean Deschazeaux   | Jean Plassard         | Citroën DS 23            | 27:32.52 | +4:02.04 | 10     |
| 5.   | Timo Mäkinen       | Henry Liddon          | Peugeot 504              | 28:01.03 | +4:30.15 |        |
| 6.   | Shekhar Mehta      | Bob Bean              | Datsun 160J              | 28:09.23 | +4:38.35 | 6      |
| 7.   | Marianne Hoepfner  | Christine Fourton     | Peugeot 504              | 30:51.03 | +7:20.15 |        |
| 8.   | Claudine Trautmann | Marie-Odile Desvignes | Peugeot 504              | 30:51.06 | +7:20.18 |        |
| 9.   | Kal Noujaim        | Jean-Claude Mages     | Peugeot 504              | 30:57.49 | +7:27.01 |        |
| 10.  | Jacques Osstyn     | J.H. Weilenmann       | Volvo 142                | 31:42.53 | +8:12.05 | 1      |

## Klasyfikacja producentów po 5 rundach
| Lp | Producent      | Pkt. |
| -- | -------------- | ---- |
| 1  | Lancia         | 55   |
| 2  | Peugeot        | 40   |
| 2  | Alpine-Renault | 33   |
| 4  | Opel           | 23   |
| 5  | Fiat           | 23   |

- Uwaga: Tabela obejmuje tylko pięć pierwszych miejsc.